# Какулія Теймураз Іраклійович
Теймураз Іраклійович Какулія (26 квітня 1947 , Тбілісі — 25 серпня 2006, Тбілісі
) — грузинський радянський тенісист і тенісний тренер. Заслужений майстер спорту СРСР (1977).

## Життєпис
Теймураз Какулія почав грати в теніс з одинадцяти років. Більшу частину кар'єри він перебував в тіні старшого товариша і друга, Олександра Метревелі, якому багато разів програвав у фіналах чемпіонатів СРСР і Європи. Проте, на його рахунку ряд значних досягнень:
- Бронзовий призер виставкового Олімпійського турніру в Мехіко в чоловічому парному і змішаному парному розряді[2]
- Чемпіон Універсіади 1973 року в Москві в одиночному і парному розряді
- Шестиразовий чемпіон СРСР в чоловічому парному розряді (з Метревелі) і міксті (з Мариною Чувиріне)[3]
- Переможець Всесоюзних зимових змагань в одиночному розряді (1974, 1976)[4]
- Триразовий володар Кубка СРСР у складі команди Грузії
- Чотириразовий чемпіон Європи серед любителів

Какулія був другим після Метревелі радянським гравцем у професійній асоціації World Championship Tennis. Його кращий результат в турнірах Великого шолома — вихід в півфінал Відкритого чемпіонату Австралії 1972 року в парі з Метревелі. В одиночному розряді на його рахунку вихід в 1/8 фіналу Відкритого чемпіонату США і перемоги над Едді Діббсом і Марком Едмондсон. Він також виграв Wimbledon Plate — приз, що розігрується серед тенісистів, які вибули з турніру Вімблдону в перший тиждень проведення. Серед успіхів Какулія, крім цього, вихід в півфінал Кубка Девіса в 1974 і 1976 роках, коли він у складі збірної СРСР вигравав європейський зональний турнір. У 1977 році він був удостоєний звання " Заслужений майстер спорту СРСР ".
Після закінчення виступів Какулія присвятив себе тренерській роботі. Він був тренером збірної СРСР, серед його вихованців — найкраща тенісистка Грузії Лейла Месхі. Анастасія Мискіна розповідає, що саме Какулія навчив її перемагати Олену Дементьєву. В останні десять років до своєї смерті в 2006 році він не міг тренувати через важку хворобу.
У 2008 році ім'я Теймураза Какулія було внесено в списки членів Залу російської тенісної слави.

## Виступи в одиночних турнірах Великого шолома
| W | Ф | ПФ | ЧФ | #Р | КТ | К# | DNQ | A | NH |

| Турнір                                 | 1967 | 1968 | 1969 | 1970 | 1971 | 1972 | 1973 | 1974 | 1975 | 1976 |
| -------------------------------------- | ---- | ---- | ---- | ---- | ---- | ---- | ---- | ---- | ---- | ---- |
| Відкритий чемпіонат Австралії з тенісу | A    | A    | A    | A    | A    | A    | 3р   | A    | A    | 2р   |
| Відкритий чемпіонат Франції з тенісу   | A    | A    | A    | 2р   | 2р   | 1р   | 1р   | 2р   | 1р   |      |
| Вімблдонський турнір                   | К2р  | A    | A    | A    | A    | 3р   | 1р   | 2р   | 1р   | 3р   |
| Відкритий чемпіонат США з тенісу       | A    | A    | A    | A    | A    | 1р   | A    | 2р   | A    | 4р   |